# Bolbocerodema nigroplagiatum
Bolbocerodema nigroplagiatum is een keversoort uit de familie cognackevers (Bolboceratidae). De wetenschappelijke naam van de soort werd in 1875 als Bolboceras nigroplagiatum gepubliceerd door Charles Owen Waterhouse.